# NGC 6058
NGC 6058 is een planetaire nevel in het sterrenbeeld Hercules. De nevel werd op 18 maart 1787 ontdekt door de Duits-Britse astronoom William Herschel.

## Synoniemen
- PK 64+48.1